# Porphyrinia rushi
Porphyrinia rushi là một loài bướm đêm trong họ Noctuidae.